# Blu*3
Blu 3 là một ban nhạc toàn nữ ở Uganda được thành lập vào tháng 4 năm 2004 sau khi chiến thắng trong chương trình truyền hình Coca Cola Popstars. Tên này có nghĩa là 3 quý cô xinh đẹp (hoặc đen) đến từ Uganda. Thành viên ban đầu là Jackie Chandiru, Lilian Mbabazi và Cinderella Sanyu. Sau khi chiến thắng cuộc thi, họ tiếp tục thu âm các album Hitaji (2004) và Burrn (2007). Album Hitaji đã tạo ra các đĩa đơn hit "Hitaji", "Frisky" và afro đánh bại "Tomalaako". Các cô gái đã ra mắt Hitaji tại sân vận động cricket lugogo vào tháng 12 năm 2004 với hàng ngàn người hâm mộ. Video "Hitaji" đã tiếp tục giành giải thưởng âm nhạc Pearl of Africa cho video của năm.
Sanyu rời đi để theo đuổi các dự án khác và được thay thế bởi Mya Baganda. Tên của nhóm đã được đổi thành Blu 3 khi bỏ ngôi sao.
Vào năm 2006, Blu 3 đã quay lại phòng thu với nhà sản xuất và quản lý lâu năm của họ Steve Jean và thu âm album đầy đủ Burrn. Ca khúc chủ đề có sự góp mặt của Navio từ nhóm hip hop Klear Kut. Các bản hit khác trong album là các bài hát của Sylver Kyagulanyi "Nsanyuka Nawe", "Ndibeera Nawe" và "Nkoye". "Burrn" đã giành giải thưởng Video của năm tại Giải thưởng âm nhạc Pearl of Africa (Giải thưởng PAM) năm 2006. Họ cũng đã được đề cử cho Giải thưởng Kora, Giải thưởng Video âm nhạc Channel O và đã giành được hai giải thưởng Kisima, ba giải thưởng PAM và nhiều giải thưởng khác. Nhóm đã đi thăm nhiều quốc gia bao gồm Kenya, Rwanda, Tanzania, Nam Phi, Ghana, Nigeria, Anh và Ethiopia. Một album mới đã được lên kế hoạch vào cuối năm 2008 với một loạt các nhà sản xuất quốc tế như Charlie King và Aydee of Goodenuff tham gia dự án. Tiêu đề làm việc của dự án là B3 và dự kiến sẽ hoàn thành sản xuất vào tháng 10 năm 2009. Đĩa đơn đầu tiên trong album mới là "Together" mang hương vị Latin được sản xuất bởi Steve Jean.

## Giải thưởng

### Thắng
- Giải thưởng âm nhạc Kisima 2005 - Nghệ sĩ / nhóm nhạc xuất sắc nhất từ Uganda & Video âm nhạc hay nhất từ Uganda
- Giải thưởng âm nhạc Pearl of Africa năm 2005 - Video của năm ("Hitaji") [1]
- Giải thưởng âm nhạc Pearl of Africa 2007 - Video của năm ("Burrn") [2]

### Đề cử
- Giải thưởng Kora 2005 - Nhóm Đông Phi hay nhất [3]
- Giải thưởng âm nhạc Tanzania 2005 - Album Đông Phi hay nhất (Hitaji) [4]
- Giải thưởng Video âm nhạc O Channel 2006 - Video Đông Phi hay nhất ("Frisky") [5]
- Giải thưởng âm nhạc MTV Châu Phi 2009 - Nhóm hay nhất và Trình diễn xuất sắc nhất [6]
- Giải thưởng âm nhạc Tanzania 2010 - Bài hát Đông Phi hay nhất ('Bạn đang ở đâu' với Radio & Weasel)